# Jock Cameron
Horace Brakenridge Cameron (bekannt als Jock Cameron; * 5. Juli 1905 in Port Elizabeth, Kapkolonie; † 2. November 1935 in Johannesburg, Südafrikanische Union) war ein südafrikanischer Cricketspieler, der zwischen 1927 und 1935 für die südafrikanische Nationalmannschaft spielte.

## Kindheit und Ausbildung
Cameron besuchte das Hilton College in Natal und die Jeppe High School in Johannesburg. Mit Cricketspielen begann er mit 10 Jahren und spielte auch schon zu Schulzeiten früh in der Position des Wicket-Keepers.

## Aktive Karriere
Sein First-Class-Debüt gab Cameron in der Saison 1924/25 für Transvaal. Sein erstes First-Class-Century erfolgte im Jahr 1927, woraufhin er für die Tour gegen England in der gleichen Saison nominiert wurde. Dort absolvierte er alle fünf Tests, wobei er in den letzten beiden je ein Fifty (64 und 53 Runs) erreichte. In der Saison 1929 reiste er mit dem Team nach England, wo er vor allem in den Tour-Spielen gegen Worcestershire, wo ihm ein Century gelang, und Somerset herausragte. Im zweiten Test der Serie wurde er von einem Ball von Harold Larwood getroffen, woraufhin Cameron sein Bewusstsein verlor und drei Wochen aussetzen musste. Im abschließenden Test gelang ihm dann ein Fifty über 62 Runs.
Vor der Serie gegen England in der Saison 1930/31 war der Kapitän Nummy Deane zurückgetreten und erst nach Druck wieder zurück ins Team gekommen. Dennoch übernahm zunächst Buster Nupen die Rolle des Kapitäns. Nachdem Nupen dann endgültig nach dem dritten Test nicht mehr als Kapitän für Südafrika spielen wollte, wurde anstatt Nupen Cameron als Kapitän ernannt. Dort gelang ihm dann ein Fifty über 69* Runs, womit er den Sieg jedoch knapp verpasste. Er wurde auch als Kapitän für die Tour in Australien benannt. Jedoch konnte er dort nicht am Schlag überzeugen und erreichte lediglich im vierten Test mit 52 Runs ein Half-Century. In seiner letzten Test-Serie in der Saison 1935 in England fungierte er dann als Vize-Kapitän hinter Herby Wade. Dort gelangen ihm im ersten Test 52 Runs, worauf 90 im zweiten Test folgten. Letzteren Test konnte Südafrika für sich entscheiden. Im vierten Test der Serie konnte er noch ein weiteres Fifty über 53 Runs beisteuern. Letztendlich reichte der Sieg im zweiten Test für den Seriengewinn.
Nach seiner Rückkehr nach Südafrika erkrankte er an Typhus und starb daran im November 1935 im Alter von 30 Jahren.